# Grammy Awards 1970
Die 12. Verleihung des Grammy-Musikpreises fand im Jahr 1970 statt. Preisträger aus insgesamt 45 Kategorien in 15 Feldern konnten sich bei den Grammy Awards 1970 feiern lassen.

## Hauptkategorien
Single des Jahres (Record of the Year):
- Aquarius/Let the Sunshine In von der Fifth Dimension

Album des Jahres (Album of the Year):
- Blood, Sweat & Tears von Blood, Sweat & Tears

Song des Jahres (Song of the Year):
- Games People Play von Joe South (Autor: Joe South)

Bester neuer Künstler (Best New Artist):
- Crosby, Stills and Nash

## Pop
Beste zeitgenössische weibliche Gesangsdarbietung (Best Contemporary Vocal Performance, Female):
- Is That All There Is von Peggy Lee

Beste zeitgenössische männliche Gesangsdarbietung (Best Contemporary Vocal Performance, Male):
- Everybody's Talkin’ von Nilsson

Beste zeitgenössische Gesangsdarbietung einer Gruppe (Best Contemporary Vocal Performance By A Group):
- Aquarius/Let the Sunshine In von der Fifth Dimension

Beste zeitgenössische Gesangsdarbietung eines Chors (Best Contemporary Vocal Performance By A Chorus):
- Love Theme from ‚Romeo And Juliet‘ vom Percy Faith Orchestra & Chorus

Beste zeitgenössische Instrumentaldarbietung (Best Contemporary Instrumental Performance):
- Variations on a Theme by Eric Satie von Blood, Sweat & Tears

Bester zeitgenössischer Song (Best Contemporary Song):
- Games People Play von Joe South

## Rhythm & Blues
Beste weibliche Gesangsdarbietung – R&B (Best R&B Vocal Performance, Female):
- Share Your Love With Me von Aretha Franklin

Beste männliche Gesangsdarbietung – R&B (Best R&B Vocal Performance, Male):
- The Chokin' Kind von Joe Simon

Beste Gesangsdarbietung eines Duos oder einer Gruppe (Best R&B Vocal Performance By A Duo Or Group):
- It's Your Thing von den Isley Brothers

Beste Instrumentaldarbietung – R&B (Best R&B Instrumental Performance):
- Games People Play von King Curtis

Bester R&B-Song (Best R&B Song):
- Color Him Father von den Winstons (Autor: Richard Spencer)

## Country
Beste weibliche Gesangsdarbietung – Country (Best Country Vocal Performance, Female):
- Stand by Your Man von Tammy Wynette

Beste männliche Gesangsdarbietung – Country (Best Country Vocal Performance, Male):
- A Boy Named Sue von Johnny Cash

Beste Countrydarbietung eines Duos oder einer Gruppe (Best Country Performance By A Duo Or Group):
- MacArthur Park von Waylon Jennings & The Kimberlys

Bestes Darbietung eines Countryinstrumentals (Best Country Instrumental Performance):
- The Nashville Brass featuring Danny Davis Play More Nashville Sounds von The Nashville Brass & Danny Davis

Bester Countrysong (Best Country Song):
- A Boy Named Sue von Johnny Cash (Autor: Shel Silverstein)

## Jazz
Beste Jazz-Instrumentaldarbietung – Kleingruppe oder Solist mit Kleingruppe (Best Jazz Instrumental Performance – Small Group Or Soloist With Small Group):
- Willow Weep for Me von Wes Montgomery

Beste Jazz-Instrumentaldarbietung – Großgruppe oder Solist mit Großgruppe (Best Jazz Instrumental Performance – Large Group Or Soloist With Large Group):
- Walking In Space von Quincy Jones

## Gospel
Beste Gospel-Darbietung (Best Gospel Performance):
- In Gospel Country von Porter Wagoner und den Blackwood Brothers

Beste Soul-Gospel-Darbietung (Best Soul Gospel Performance):
- Oh Happy Day von den Edwin Hawkins Singers

Beste Sacred-Darbietung (ohne Klassik) (Best Sacred Performance, Non-Classical):
- Ain't That Beautiful Singing von Jake Hess

## Folk
Beste Folk-Darbietung (Best Folk Performance):
- Clouds von Joni Mitchell

## Für Kinder
Beste Aufnahme für Kinder (Best Recording For Children):
- Peter, Paul And Mommy von Peter, Paul and Mary

## Sprache
Beste gesprochene Aufnahme (Best Spoken Word Recording):
- We Love You Call Collect von Art und Diane Linkletter

## Comedy
Beste Comedy-Aufnahme (Best Comedy Recording):
- Bill Cosby von Bill Cosby

## Musical Show
Beste Musik eines Original-Cast-Show-Albums (Best Score From An Original Cast Show Album):
- Promises, Promises von der Originalbesetzung mit Jerry Orbach, Jill O’Hara, Edward Winter, Donna McKechnie, A. L. Hines, Marian Mercer und Paul Reed (Komponisten: Burt Bacharach, Hal David; Produzenten: Phil Ramone, Henry Jerome)

## Komposition / Arrangement
Bestes instrumentales Thema (Best Instrumental Theme):
- Asphalt-Cowboy (Komponist: John Barry)

Beste Originalmusik geschrieben für einen Film oder ein Fernsehspecial (Best Original Score Written For A Motion Picture Or A Television Special):
- Zwei Banditen (Komponist: Burt Bacharach)

Bestes Instrumentalarrangement (Best Instrumental Arrangement):
- Love Theme From Romeo and Juliet (Arrangeur: Henry Mancini)

Bestes Arrangement mit Gesangsbegleitung (Best Arrangement Accompanying Vocalists):
- Spinning Wheel von Blood, Sweat & Tears (Arrangeur: Fred Lipsius)

## Packages und Album-Begleittexte
Bestes Album-Cover (Best Album Cover):
- America The Beautiful von Gary McFarland (Grafikkünstler: David Stahlberg, Evelyn J. Kelbish)

Bester Album-Begleittext (Best Album Notes):
- Nashville Skyline von Bob Dylan (Verfasser: Johnny Cash)

## Produktion und Technik
Beste technische Aufnahme, ohne klassische Musik (Best Engineered Recording, Non-Classical):
- Abbey Road von den Beatles (Technik: Geoff E. Emerick, Philip McDonald)

Beste technische Klassikaufnahme (Best Engineered Recording, Classical):
- Switched-On Bach von Walter Carlos (Technik: Walter Carlos)

## Klassische Musik
Bestes Klassik-Album des Jahres (Album Of The Year, Classical):
- Switched-On Bach von Walter Carlos, Produzentin: Rachel Elkind

Beste klassische Orchesterdarbietung (Best Classical Performance, Orchestra):
- Boulez dirigiert Debussy, Vol. 2: ‚Images pour orchestre‘  vom Cleveland Orchestra unter Leitung von Pierre Boulez

Beste Opernaufnahme (Best Opera Recording):
- Wagner: „Siegfried“ von Helga Dernesch, Thomas Stolze, Jess Thomas und den Berliner Philharmonikern unter Leitung von Herbert von Karajan

Beste klassische Chor-Darbietung (ohne Oper) (Best Choral Performance, Classical, Other Than Opera):
- Berio: „Sinfonia“ von den Swingle Singers und den New Yorker Philharmonikern unter Leitung von Luciano Berio

Beste Soloinstrument-Darbietung mit oder ohne Orchester (Best Classical Performance – Instrumental Soloist or Soloists With Or Without Orchestra):
- Switched-On Bach von Walter Carlos

Beste Kammermusik-Darbietung (Best Chamber Music Performance):
- Gabrieli: „Antiphonal Music of Gabrieli“ vom Chicago Brass Ensemble, dem Cleveland Brass Ensemble und dem Philadelphia Brass Ensemble

Beste klassische Solo-Gesangsdarbietung (Best Classical Vocal Soloist Performance):
- Barber: „Two Scenes from ‚Antony and Cleopatra‘ / Knoxville, Summer of 1915“ von Leontyne Price und dem New Philharmonia Orchestra unter Leitung von Thomas Schippers

## Special Merit Awards
Der Grammy Lifetime Achievement Award wurde im Jahr 1970 nicht vergeben.
Trustees Award
- Robert Moog